# Arthur Demarest
Pour les articles homonymes, voir Demarest.
Arthur Demarest est un archéologue mésoaméricaniste américain qui dirige l'Institut d'archéologie mésoaméricaine de l'université Vanderbilt.